# Vuelta al Sur de Bolivia
La Vuelta al Sur de Bolivia es una carrera ciclista por etapas que se disputa en Bolivia a mediados de agosto.
Fue creada en 2013, corriéndose esta primera edición con un trazado de 5 etapas que tienen como eje a las ciudades de Sucre y Potosí.
Organizada por la Federación Boliviana de Ciclismo, integra el calendario del UCI America Tour dentro de la categoría 2.2.

## Palmarés
| Año  | Ganador      | Segundo         | Tercero        |
| ---- | ------------ | --------------- | -------------- |
| 2013 | Óscar Soliz  | Edson Calderón  | Piter Campero  |
| 2014 | Juan Cotumba | Klever Cuasquer | Jhonny Caicedo |

## Palmarés por países
| País    | Victorias |
| ------- | --------- |
| Bolivia | 2         |